# Liste de jeux PSOne téléchargeables
La liste de jeux PSOne téléchargeables répertorie les jeux au format PlayStation (PSone) réédités en téléchargement sur le PlayStation Network à destination des consoles PlayStation 3 et PlayStation Portable, toutes régions confondues,.
- Haut – A
- B
- C
- D
- E
- F
- G
- H
- I
- J
- K
- L
- M
- N
- O
- P
- Q
- R
- S
- T
- U
- V
- W
- X
- Y
- Z

## 0-9
- 1 001 Pattes
- 2Xtreme

## A
- A Ressha de Ikō V
- A.IV: Evolution Global
- Acid
- Addie no Okurimono: To Maze from Addie
- Advanced Variable Geo
- The Adventure of Little Ralph
- The Adventures of Robin Lloyd
- AI Mahjong Selection
- AI Shōgi Selection
- Angel Eyes: Tōkidenshō
- Ape Escape
- Aquanaut no Kyūjitsu: Memories of Summer 1996
- Aquanaut no Kyūjitsu 2
- Arc the Lad
- Arc the Lad II[3]
- Arc the Lad III
- Alundra
- Arkanoid Returns
- Armored Core
- Armored Core: Project Phantasma
- Armored Core: Master of Arena
- Assault Suits Valken 2
- Astronoka
- Atelier Elie: The Alchemist of Salburg 2
- Atelier Marie: The Alchemist of Salburg Plus
- Athena: Awakening from the Ordinary Life
- Athena no Kateiban: Family Games
- Azito

## B
- Backstreet Billiards
- Baroque
- Baroque Syndrome
- Bealphareth
- Bishi Bashi Special
- Black/Matrix Cross
- Block Kuzushi
- Blood Omen: Legacy of Kain
- Bloody Roar
- Blue Breaker
- Blue Breaker Burst: Bishō o Anata to
- Blue Breaker Burst 2
- BLUE: Legend of Water
- Bomberman
- Bomberman Land
- Boxer's Road
- Bowling
- Brahma Force: The Assault on Beltlogger 9
- Brave Fencer Mushashiden - J
- Brigandine: Grand Edition
- Building Crush!
- Bushido Blade
- Bushido Blade 2

## C
- Carnage Heart EZ[3]
- Castlevania Chronicles
- Castlevania: Symphony of the Night
- Catch! Kimochi Sensation
- Championship Bass
- Chaos Heat
- Cheating Mahjong
- Chiki Chiki Chicken
- Chō Aniki: Kyūkyoku Muteki Ginga Saikyō Otoko
- Chocobo Stallion
- Chrono Cross
- Circadia
- Command and Conquer
- Command and Conquer : Alerte rouge
- Command and Conquer : Alerte rouge Missions Tesla
- Cool Boarders
- Cool Boarders 2
- Cool Boarders 3
- Constructor
- The Conveni!
- The Conveni 2
- Cotton Original
- Crash Bandicoot
- Crash Bandicoot 2: Cortex Strikes Back
- Crash Bandicoot 3: Warped
- Crash Bash
- Crash Team Racing
- Creatures 3: Raised in Space
- Crime Crackers
- Crime Crackers 2
- Culdcept Expansion Plus

## D
- Dead in the Water
- Dead or Alive
- Deception III: Dark Delusion
- Dekiru! Game Center
- Dezaemon Kids!
- Dezaemon Plus
- Destruction Derby
- Dice de Chocobo
- Dig-a-Dig Pukka
- Digimon World
- Dino Crisis
- Disney's Action Game Featuring Hercules
- Docchimo MechaMecha Docchi Mecha!
- Driver
- The Drugstore

## E
- Echo Night
- Echo Night 2
- Einhänder
- Ehrgeiz
- Everybody's Golf 2
- Extreme Pinball

## F
- Fade to Black
- The FamiRes: Shijō Saikyō no Menu
- Farland Story: Yottsu no Fūin
- Fatal Fury: Wild Ambition
- Fighters' Impact
- Fighting Force
- Final Fantasy
- Final Fantasy II
- Final Fantasy V
- Final Fantasy VII
- Final Fantasy VIII
- Final Fantasy IX
- Final Fantasy Tactics
- Fire ProWrestling G
- Fishing Club: Boat no Tsuri Hen
- Fishing Club: Bōhatei no Tsuri Hen
- Fishing Club: Hama no Tsuri Hen
- Fluid
- Ford Racing
- Formation Soccer '98
- Frisky Tom
- Front Mission Alternative
- Front Mission 1st
- Front Mission 2
- Front Mission 3
- Fushigi Deka
- Future Cop L.A.P.D.

## G
- G-Police
- Gaiaseed
- Gakkō de Atta Kowai Hanashi S
- Gakkō o Tsukurō !! Kōchō Sensei Monogatari
- Galaxy Fight
- Ganbare Goemon: Uchū Kaizoku Akogingu
- Gekioh: Shooting King
- Gensō no Artemis: Actress School Mystery Adventure
- Gex contre Dr. Rez
- Global Force
- Gochachiru
- Gourmet Action Game: Manpuku!! Nabe Kazoku
- Grandia
- Grille Logic
- Guardian's Crusade
- Guilty Gear

## H
- Hanafuda Graffiti: Koi Monogatari
- Hana to Ryū
- Hardcore 4X4
- Hard Edge
- Harvest Moon: Back to Nature
- Harvest Moon: Back to Nature for Girls
- Hercule
- Hi-Octane
- Honkaku Mahjong Tetsuman Special
- Hyper Crazy Climber

## I
- Ide Yōsuke no Mahjong Kyōshitsu
- Ikasama Mahjong
- International Track and Field

## J
- James Pond 2: Codename RoboCod
- Jet Rider
- Jet Rider 2
- Jetpack Joyride
- Jigsaw World
- Jiisan 2 Tabikkuri
- Judge Dredd
- Jumping Flash!
- Jumping Flash! 2

## K
- Kagero: Kokumeikan Shinsho
- Kaisoku Tenshi: The Rapid Angel
- Kakuge-Yaro: Fighting Game Creator
- Kawa no Nushi Tsuri: Hikyō o Motomete
- The King of Fighters '95
- The King of Fighters '96
- The King of Fighters '97
- The King of Fighters '98: The Slugfest
- The King of Fighters '99: Millennium Battle
- The King of Fighters Kyō
- King's Field[4]
- King's Field II[4]
- King's Field III[4]
- Kokumeikan
- Konami Antiques: MSX Collection Vol. 1
- Konami Antiques: MSX Collection Vol. 2
- Kula World
- Kuroi Hitomi no Noir: Cielgris Fantasm
- Kurushi
- Kurushi Final: Mental Blocks
- Kyuin

## L
- La Petite Sirène 2
- Landmaker
- Langrisser IV[5]
- Langrisser V[5]
- The Last Blade
- Legacy of Kain: Soul Reaver
- Legend of the River King
- Let's make a School!!
- Let's make a School !! 2
- Lilo and Stitch: Trouble in Paradise
- Linda ³ Again
- Little Princess: Marl Ōkoku no Ningyō Hime 2
- Logic Mahjong Soryu
- Lord Monarch: The Chronicle of New Gaia
- Love Game's: WaiWai Tennis Plus
- Lucifer Ring
- Lunar Wing
- Lunatic Dawn III
- Lunatic Dawn Odyssey
- LittleBigPlanet

## M
- Magic Carpet
- Magical Date: Dokidoki Kokuhaku Daisakusen
- Magical Dice Kids
- Magical Drop
- Magical Drop III
- Master of Monsters: Disciples of Gaia
- Medal of Honor
- Medal of Honor : Résistance
- MediEvil
- Mega Man
- Mega Man 2
- Memorial Series: Sunsoft Vol. 1
- Memorial Series: Sunsoft Vol. 2
- Memorial Series: Sunsoft Vol. 3
- Meru Purana
- Metal Gear Solid
- Metal Slug
- Metal Slug X
- Michinoku Hitō Koimonogatari Kai
- Mikagura Shōjo Tanteidan
- Mobile Light Force
- Money Puzzle Exchanger
- Monster Farm Jump
- Monstres et Cie : L'Île de l'épouvante
- Moon Cresta
- Motor Toon Grand Prix 2
- Motorhead
- Motteke Tamago with Ganbare ! Kamonohasi
- Mr. Driller
- My Hot Cooking

## N
- N2O
- Nectaris: Military Madness
- Nekozamurai
- Neo Atlas
- Neo Atlas II
- Nobunaga Hiroku: Ge-Ten no Yume
- Noël: Not Digital
- Noir Yeux Noire: Cielgris Fantasm
- Nuclear Strike

## O
- Oasis Road
- Oddworld : l'Exode d'Abe
- Oddworld : l'Odyssée d'Abe
- Oni Rei: Fukkatsu
- Ore no Ryōri
- Ore no Shikabane o Koete Yuke
- Over My Remain

## P
- Pandemonium!
- Panekit
- Pet in TV
- Peter Pan : Aventures au Pays Imaginaire
- Philosoma
- PMS Vol. 1 Dragon Knights Glorious
- PMS Vol. 2 Shisha no Yobu Tachi
- Policenauts
- Pop'n Pop
- PoPoLoCrois
- PoPoLoCroiS II
- PoPoRoGue
- Populous : À l'aube de la création
- Poy Poy
- Prismaticallization
- Pro Mahjong Kiwame Plus
- Pro Mahjong Kiwame Plus II
- Pro Mahjong Kiwame Tengensen Hen
- Professional Japanese Mahjong League Doujō Yaburi 2
- Project GaiaRay
- Pukunpa
- Puzzle Bobble 2
- Puzzle Bobble 3 DX
- Puzzle Mania
- Puzzle Mania 2

## R
- Raiden[6]
- Raiden II[6]
- Rapid Racer
- Rapid Reload
- Rayman
- Rayman 2
- RayCrisis
- RayStorm
- RayTracers
- Rhapsody: A Musical Adventure
- Rakugaki Showtime
- Rally Cross
- RayBlade
- Real Bout Fatal Fury
- Real Bout Fatal Fury Special: Dominated Mind
- Reel Fishing
- Resident Evil: Director's Cut
- Resident Evil 2
- Resident Evil 3: Nemesis
- Robbit Mon Dieu
- Rhapsody: A Musical Adventure
- R-Type [7]
- R-Type II[7]
- R-Type Delta

## S
- SaGa Frontier
- SaGa Frontier 2
- Saikyō Tōdai Shogi
- Samurai Shodown[8]
- Samurai Shodown II[8]
- Samurai Shodown III: Blades of Blood
- Samurai Shodown IV: Amakusa's Revenge Special
- Samurai Shodown: Warriors Rage
- Sanvein
- Sanyo Pachinko Paradise
- Sanyo Pachinko Paradise 2
- Sanyo Pachinko Paradise 3
- Sanyo Pachinko Paradise 4
- Sanyo Pachinko Paradise 5
- Sanyo Pachinko Paradise DX
- Septentrion
- Shadow Tower
- Shanghai Dynasty
- Sheep
- Shienryū
- Side Pocket 3
- Silent Bomber
- Silent Hill
- SimCity 2000
- Sno-Cross Championship Racing
- Sōkaigi
- Sōmatō
- Sonic Wings Special
- Sōryu: Logical Mahjong
- Soviet Strike
- Spec Ops: Airborne Commando
- Spec Ops: Covert Assault
- Spectral Force
- Spectral Force 2
- Spectral Tower
- Spectral Tower II
- Spyro the Dragon
- Spyro 2: Gateway to Glimmer
- Spyro: Year of the Dragon
- SSX on Tour
- Street Fighter Alpha: Warriors' Dreams
- Street Fighter Alpha 2
- Street Skater
- Street Skater 2
- Suikoden
- Suikoden II
- Suna no Embrace: Eden no Sato no Never
- Syndicate Wars
- Syphon Filter
- Syphon Filter 3

## T
- Tail of the Sun
- Tall Infinity
- Tall Twins Tower
- Tantei Jingūji Saburō: Early Collection
- Tantei Jingūji Saburō: Mikan no Rupo
- Tantei Jingūji Saburō: Yume no Owarini
- Tecmo Stackers
- Tehodoki Mahjong Nyuumon Hen
- Tekken 2
- Ten Pin Alley
- Tenshi Dōmei
- Theme Hospital
- Theme Park
- Theme Park World
- Tilk: Aoi Umi kara kita Shōjo
- Tiny Bullets
- Tom Clancy's Rainbow Six
- TomaRunner!
- Tomb Raider
- Tomb Raider II
- Tomb Raider III
- Tomb Raider : la Révélation finale
- Tomb Raider : Sur les traces de Lara Croft
- Tokimeki Memorial: Forever With You
- Tokimeki Memorial Taisen Pazurudama
- Tokimeki Memorial 2
- Tokimeki Memorial 2 EVS Append Discs
- Tokimeki Memorial 2 Taisen Pazurudama
- Toy Story 2 : Buzz l'Éclair à la rescousse !
- Twisted Metal 2

## U
- U-SA
- UmJammer Lammy
- Urawaza Mahjong: Korette Tenwatte Yatsukai
- Urban Chaos

## V
- Vagrant Story
- Vampire: The Recurrence of the Vampire's Nightmare[3]
- Velldeselba Senki: Tsubasa no Kunshô

## W
- Wai Wai Bowling
- Wai Wai Kart
- Wai Wai Kusayakyū
- Wai Wai Tennis Plus
- Warhawk
- Weltorv Estleia
- Wild Arms
- Wild Arms 2
- Wing Commander IV : Le Prix de la liberté
- WipEout
- Wizard's Harmony
- Wizard's Harmony 2
- Wizard's Harmony R

## X
- Xenogears
- Devil Dice
- XI Jumbo

## Y
- The Yakutsū Noroi Game
- Yakiniku Bugyō
- Yakitori Musume: Sugo Ude Hanjōki
- Yaku: Yūjō Dangi
- Yamasa Digi Guide: Faust
- Yamasa Digi Guide: Hyper Rush
- Yamasa Digi Guide: M771
- Yamasa Digi Guide: New Pulsar R
- Yamasa Digi Guide: Umekagetsu
- Yamasa Digi Selection
- YoYo's Puzzle Park

## Z
- Zeus II: Carnage Heart Second
- Zipangu Jima: Unmei ha Psycholo ga kimeru !?
- Zoku Mikagura Shoujo Tanteidan: Kanketsuhen

- Haut – A
- B
- C
- D
- E
- F
- G
- H
- I
- J
- K
- L
- M
- N
- O
- P
- Q
- R
- S
- T
- U
- V
- W
- X
- Y
- Z